# Advanced Dungeons and Dragons: Treasure of Tarmin
Advanced Dungeons and Dragons: Treasure of Tarmin (Minotaur pendant son développement et hors licence TSR) est un jeu vidéo de rôle développé par APh Technological Consulting et édité par Mattel Electronics, sorti en 1983 sur la console Intellivision, puis sur l'ordinateur personnel Aquarius. C'est le second jeu vidéo sur Intellivision à exploiter une licence officielle accordée par TSR du jeu de rôle Donjons et Dragons, le premier étant Advanced Dungeons and Dragons: Cloudy Mountain en 1982.

## Système de jeu
Advanced Dungeons and Dragons: Treasure of Tarmin exploite une vue subjective donnant l'illusion d'être tridimensionnelle, avec des déplacements case par case et des rotations limitées à 90°, s'inspirant d'Akalabeth: World of Doom et des premiers Wizardry et préfigurant ce que serait plus tard Pool of Radiance[réf. nécessaire].

## Développement
Le jeu est mis en chantier chez APh dès 1981. La programmation est assurée par Tom Loughry. À l'origine, il était prévu de produire en plus une version « améliorée », comprenant des voix digitalisées, pour le Keyboard Component (« Blue Whale ») ; mais le module étant finalement abandonné par Mattel, cette version est oubliée.
Les illustrations du packaging sont de Jerrol Richardson.
En 1983, Mattel Electronics commande une version Atari 2600 de Treasure of Tarmin. Elle est développée par Synth Corporation à Chicago. Deux programmeurs sont chargés du portage : Michael Bengtson et Neal Reynolds. Finalement, bien que terminé, le jeu n'est jamais édité à cause de la fermeture de Mattel Electronics. Il est présenté au public 15 ans plus tard, à l'occasion de la Classic Gaming Expo'99.

## Héritage
Minotaur est présent, émulé, dans la compilation Intellivision Lives! (en) sortie sur diverses plateformes.
Minotaur fait partie des jeux intégrés dans la console Intellivision Flashback, sortie en 2014.